# Lobodă

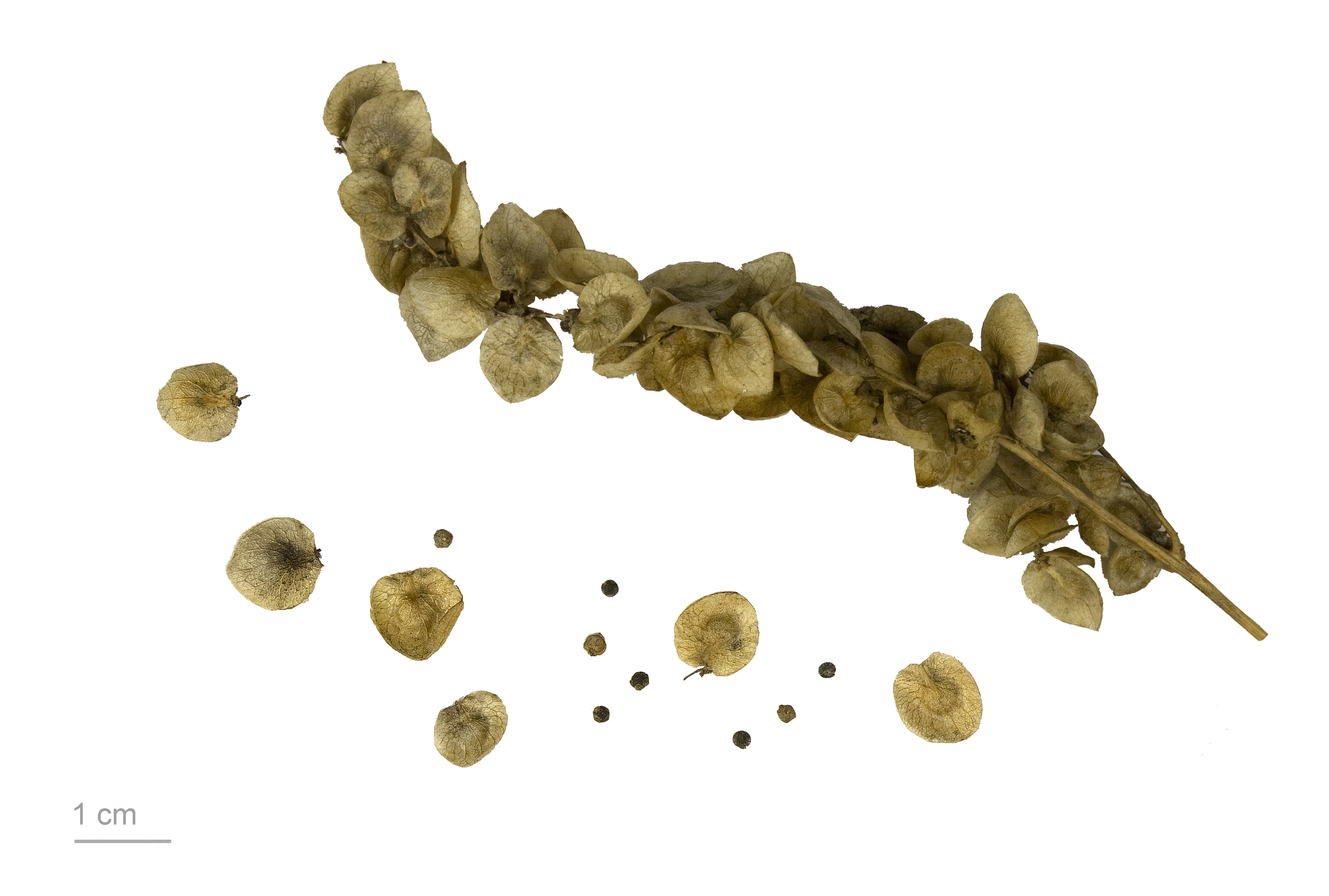
Atriplex hortensis

Loboda (sau Spanacul francezului, latină: Atriplex hortensis) este numele dat mai multor specii de plante anuale erbacee din familia Amaranthaceae.

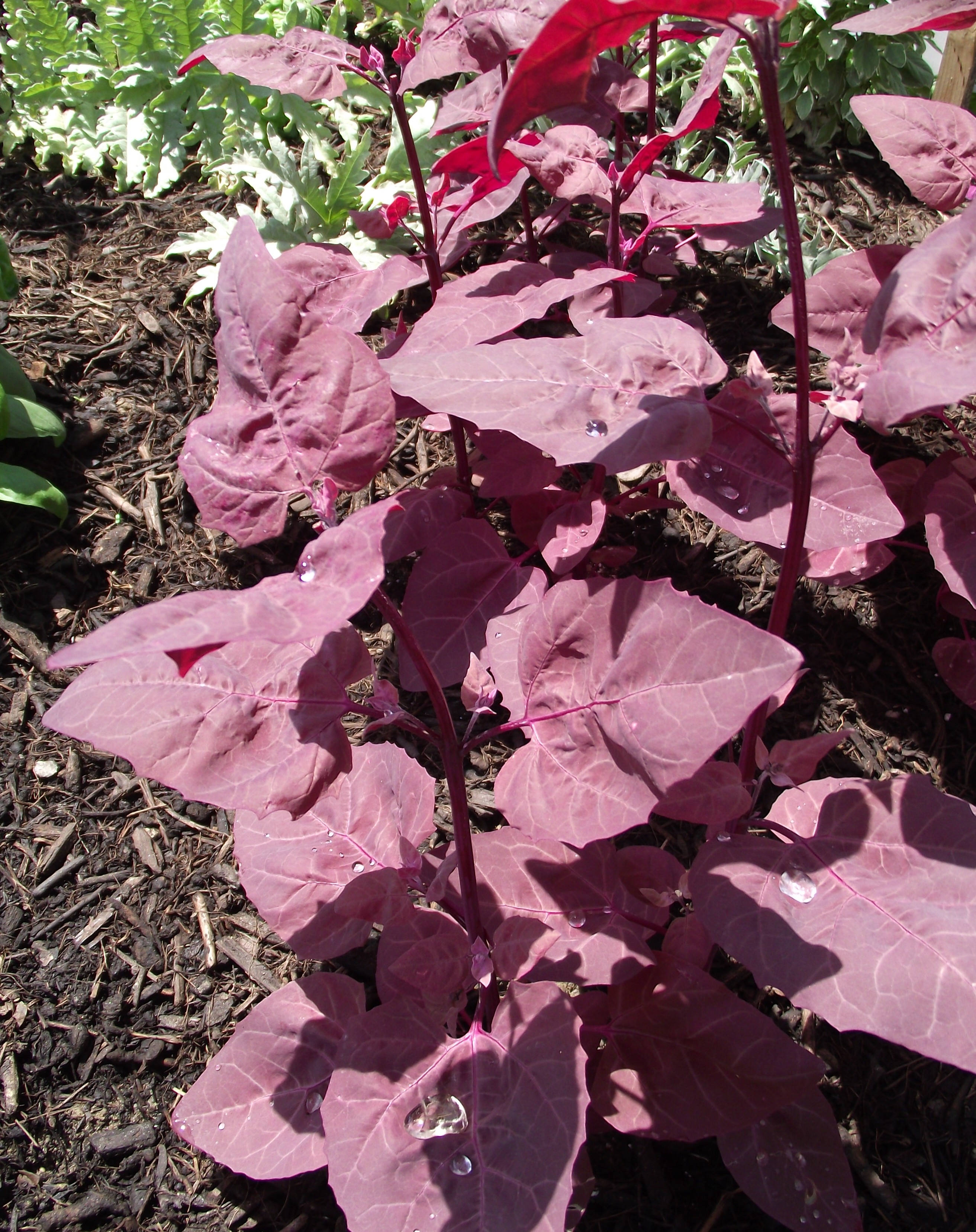
Lobodă roșie

## Legături externe
- „lobodă” la DEX online